# Чо Мьон Рок
Чо Мьон Рок (12 липня 1928, Йонса, Канке-хокудо, Японська Корея — 6 листопада 2010, Пхеньян, КНДР) — північнокорейський воєначальник, перший заступник голови Державного комітету оборони КНДР (з 1998 року), віце-маршал.

## Біографія
У 1950 закінчив школу ВПС і вступив на службу до Корейської народної армії, учасник Корейської війни, командував батальйоном, полком, дивізією.
1975—1977 — Командувач ППО КНДР,
1977—1979 — начальник політичного управління ВПС, начальник штабу ВПС.
1979—1995 — Головнокомандувач ВПС КНДР.
1995—1998 — начальника Головного політичного управління Корейської народної армії, присвоєно військове звання віце-маршала.
1998—2010 — перший заступник голови Державного комітету оборони КНДР.
Обирався членом ЦК, Політбюро та Президії Політбюро ЦК ТПК. З лютого 1982 — депутат Верховного народних Зборів КНДР.
У жовтні 2000 відвідав США і зустрівся з президентом Біллом Клінтоном, був найвищим представником своєї країни, який побував із державним візитом у Сполучених Штатах Америки.